# Thrinchostoma bryanti
Thrinchostoma bryanti är en biart som beskrevs av Meade-waldo 1914. Thrinchostoma bryanti ingår i släktet Thrinchostoma och familjen vägbin. Inga underarter finns listade i Catalogue of Life.